# Dubeninki
Dubeninki (Dubeningken fino al 1938, Dubeningen dal 1938 al 1945) è un comune rurale polacco del distretto di Gołdap, nel voivodato della Varmia-Masuria.
Ricopre una superficie di 205,18 km² e nel 2004 contava 3 152 abitanti.
Presso il villaggio di Stańczyki si trovano i viadotti di Stańczyki, dismessi viadotti ferroviari tra i più alti del paese. 
Comunità urbane e rurali:
| - Będziszewo - Białe Jeziorki - Błąkały (Blindgallen, 1938-1945: Schneegrund) - Błędziszki (Blindischken, 1938-1945: Wildwinkel) - Budwiecie (Budweitschen, 1938-1945: Elsgrund) - Cisówek - Czarne (Czarnen, 1938-1945: Scharnen) | - Degucie (Dagutschen, 1938-1945: Zapfengrund) - Dubeninki (Dubeningken, 1938-1945: Dubeningen) - Kiekskiejmy (Kögskehmen, 1938-1945: Kecksheim) - Kiepojcie (Eschergallen, 1938-1945: Äschenbruch) - Lenkupie (Lengkupchen, 1938-1945: Lengenfließ) - Linowo (Linnawen, 1938-1945: Linnau) - Maciejowięta (Matznorkehmen, 1938-1945: Matztal) | - Pluszkiejmy (Plautzkehmen, 1938-1945: Engern) - Przerośl Gołdapska (Präroszlehnen, 1938-1945: Jägersee) - Rogajny (Rogainen) - Skajzgiry (Skaisgirren, 1938-1945: Hellerau) - Stańczyki (Staatshausen) - Żabojady (Szabojeden, 1938-1945: Sprindberg) - Żytkiejmy (Szittkehmen, 1938-1945: Wehrkirchen) |

Altre località:
| - Meszno - Boczki - Markowo - Marlinowo - Bludzie Małe - Bludzie Wielkie - Łysogóra | - Wobały - Barcie - Łoje - Przesławki - Żerdziny - Redyki - Wysoki Garb | - Kociołki - Tuniszki - Zawiszyn - Pobłędzie - Rakówek - Kramnik - Barcie |

Il comune è al confine con la Russia (Oblast' di Kaliningrad).